# St. Albert (Alberta)
St. Albert ist eine politisch eigenständige Gemeinde in der kanadischen Provinz Alberta, die seit 1977 den Status einer Stadt (englisch City) hat. Sie liegt unmittelbar nordwestlich von Edmonton in der Region Metro Edmonton und im Sturgeon County. Ursprünglich als französisch-kanadische Missions-Siedlung gegründet und nach dem Namenspatron von Albert Lacombe (Father Lacombe) benannt, ist St. Albert heute eine wohlhabende Vorstadt von Edmonton.

## Geografie
St. Albert ist vom Flusstal des Sturgeon River geprägt. Die flachen Hügel bilden einen Kontrast zur flachen Prärie der Umgebung. Die umgebende Landschaft wird auch der als Aspen Parkland bezeichneten Ökoregion zugerechnet.

## Geschichte
St. Albert wurde 1861 vom katholischen Missionar Father Lacombe und seinen Métis-Gemeindemitgliedern zur Missionierung der Cree- und Blackfoot-Indianer gegründet. Wenige Jahre später zogen eine Gruppe von Nonnen des Grey-Nuns-Ordens und Métis-Siedler von Lac Ste. Anne nach St. Albert um, da die Gegend bessere Voraussetzungen für den Ackerbau bot. Im Jahr 1899 bekam St. Albert den offiziellen Status einer Ortschaft (Village), 1904 dann den einer Kleinstadt (Town) und 1977 schließlich den einer Stadt.

## Demographie
Der Zensus im Jahr 2016 ergab für die Gemeinde eine Bevölkerungszahl von 65.589 Einwohnern, nachdem der Zensus im Jahr 2011 für die Gemeinde eine Bevölkerungszahl von nur 61.466 Einwohnern ergeben hatte. Die Bevölkerung hat damit im Vergleich zum letzten Zensus im Jahr 2011 unterdurchschnittlich um 6,7 % zugenommen, während der Provinzdurchschnitt bei einer Bevölkerungszunahme von 11,6 % lag. Bereits im Zensuszeitraum 2006 bis 2011 hatte die Einwohnerzahl in der Gemeinde unterdurchschnittlich um 6,4 % zugenommen, während sie im Provinzdurchschnitt um 10,8 % zunahm.

## Sehenswürdigkeiten
Die von Albert Lacombe 1861 errichtete Holzkapelle („Father Lacombe Chapel“) auf dem Mission Hill (Missionshügel) ist das älteste Gebäude Albertas und wurde in ihren Originalzustand restauriert. Sie gilt als Gebäude von historischem Wert und ist in den Sommermonaten für Besichtigungen geöffnet.

## Sport
St. Albert war einer der Austragungsorte bei der Frauen-Rugby-Union-Weltmeisterschaft 2006.

## Söhne und Töchter der Stadt
- Emanuel Viveiros (* 1966), österreichisch-kanadischer Eishockeyspieler
- Scott Pfeifer (* 1977), Curler
- Brett Lysak (* 1980), Eishockeyspieler
- Marc Kennedy (* 1982), Curler
- Ryan Kinasewich (* 1983), Eishockeyspieler
- Erin McLeod (* 1983), Torhüterin der kanadischen Frauenfußball-Nationalmannschaft
- Kimiko Zakreski (* 1983), Snowboarderin
- Kyle Parrott (* 1985), Eisschnellläufer
- Amanda Ammar (* 1986), Skilangläuferin
- Nick Holden (* 1987), Eishockeyspieler
- Travis Ewanyk (* 1993), Eishockeyspieler
- Colton Parayko (* 1993), Eishockeyspieler
- Nick Walters (* 1994), Eishockeyspieler
- Ty Alexander Lindeman (* 1997), Badmintonspieler
- Tyson Jost (* 1998), kanadischer Eishockeyspieler
- Kacey Jost (* 2000), Volleyballspielerin
- Kirby Dach (* 2001), Eishockeyspieler